# 让-约瑟夫·安热·多普尔
让-约瑟夫·安热·多普尔 （法語：Jean-Joseph Ange d'Hautpoul，法語發音：[ʒɑ̃ ʒozɛf ɑ̃ʒ dopul]，1754年5月13日—1807年2月14日）是拿破仑战争时期的一位法国骑兵将军。多普尔来自法国一个古老的贵族家庭，其军事传统延续了几个世纪。
法国大革命时期，政府试图将他撤职，但这一计划由于当他的士兵抗议而失败。多普尔是个高大、声音洪亮的男人，一直以来都身先士卒。尽管他的骑兵未能在斯托卡赫战役中完成有效部署，导致自己上了军事法庭，但他在1799年的第二次斯托卡赫战役、比伯拉赫战役和后来霍恩林登战役中都表现突出。多普尔先后在米歇尔·内伊和若阿尚·缪拉手下任职。1807年，多普尔在埃劳战役法军大规模骑兵冲锋中阵亡。

## 早年生活
多普尔出生于朗格多克省的一个古老贵族家庭，他于1769年作为志愿兵进入法国皇家军队。在科西嘉军团服役后，他于1771年调到龙骑兵团。从1777年起，他担任朗格多克龙骑兵团的军官。到1792年，多普尔已晋升为上校。
1802年，他与亚历山德里娜·多米（Alexandrine Daumy）结婚，两人有一个孩子，生于1806年5月29日，名叫亚历山大·约瑟夫·拿破仑。他的堂兄阿方斯·亨利（Alphonse Henri，comte d'Hautpoul）也曾在拿破仑战争中担任伊比利亚半岛一个部队的中尉，并在萨拉曼卡战役中被俘。他后来成为法国第28任总理，从1849年任职到1851年。

## 法国大革命战争
根据当时的记载，多普尔是个大个子，可能比若阿尚·缪拉更高，后者身高有将近六英尺。多普尔拥有宽阔的肩膀和大嗓门。他进场在阵前亲自指挥。在法国大革命初期，委员们访问了各个军团，以清除危险的、可能会叛国的贵族；一般来说，委员们会吓唬军队屈服，但多普尔的骑兵拒绝被吓倒。当委员们来找他们的上校，一个贫穷的贵族后裔时，他的士兵拒绝让政府将他带走：“没有多普尔，就没有第6骑兵团。”因此，尽管他出身高贵，但在士兵的挽救下，多普尔留在了法国革命军。
多普尔在1794-1799年的战役中与第一次反法同盟和第二次反法同盟的联军作战。1794年4月，多普尔在战场上晋升旅级将军。在弗洛斯战役之后，他的部队被转移到了勒费弗尔将军的师。1795年6月，他的军衔被救国委员会确认。1795年9月13日，他在布兰肯贝赫的战斗中脱颖而出。1796年6月，多普尔晋升为师级将军和骑兵督察。在阿尔滕基兴，他的肩膀被火枪弹打伤。
康复后，多普尔被任命为一个重骑兵师的师长。当法国督政府放弃入侵英格兰的想法时，他再次被部署在德国前线，这一次是作为多瑙河军团的一部分。在奥斯特拉赫战役中法军失利后，他的骑兵预备队保护了法军从普富伦多夫撤退。几天后，由于未能在斯托卡赫战役中及时冲锋，他被陆军指挥官让-巴蒂斯特·儒尔当下令停职，后者指责多普尔是法军战败的罪魁祸首。1799年7月，在斯特拉斯堡被军事法庭宣判无罪后，多普尔在错过了苏黎世第一次战役的关键行动后于1799年7月复职。
1799年，多普尔在瑞士东北部的其余战役中指挥了内伊等将军的骑兵旅。在1800年的德国战役中，他在莫罗手下服役，并在比伯拉赫和霍亨林登战役中表现出色，在战斗期间，他的重骑兵在破坏奥地利步兵防御方面发挥了重要作用。

## 拿破仑战争

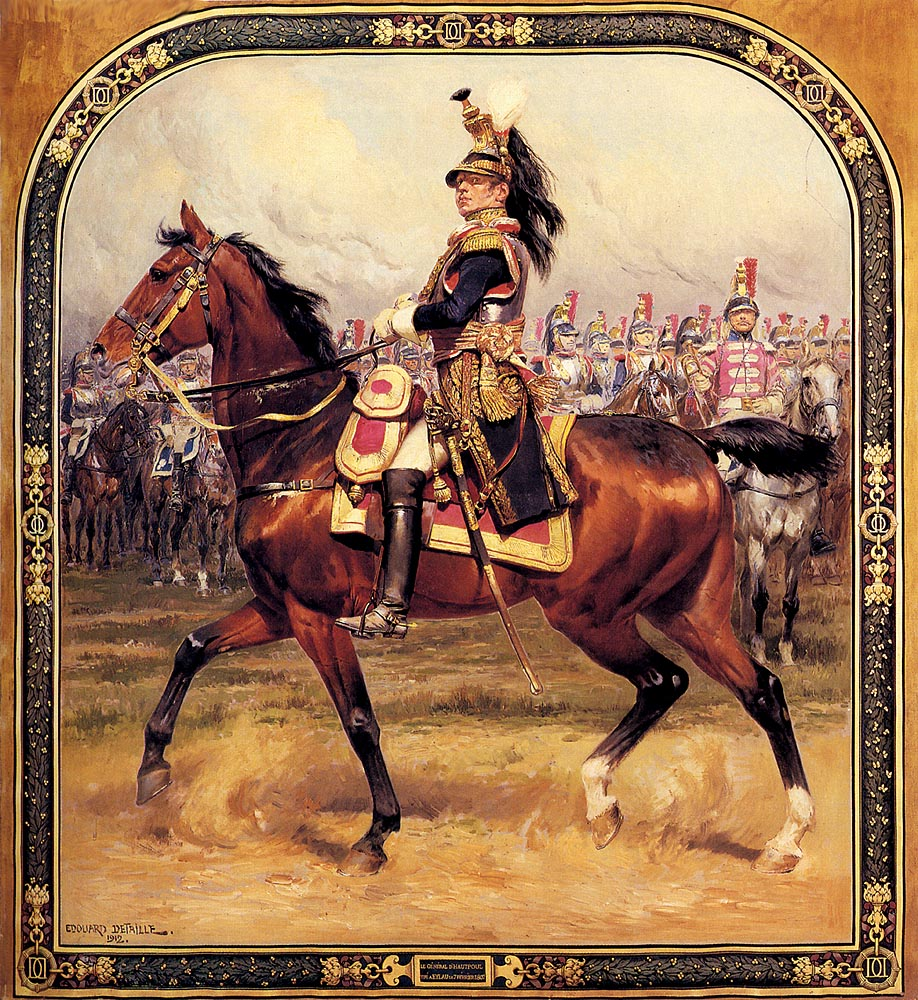
骑马的多普尔将军

1801年7月，第一执政拿破仑任命多普尔为骑兵总督，然后授予他指挥贡比涅和圣奥梅尔营地的骑兵。1805年8月，多普尔被任命为若阿尚·缪拉领导的第2胸甲骑兵师的指挥官。在奥斯特里茨，多普尔率领他的重骑兵进入普拉岑高地的俄罗斯中心，打破了步兵阵地，从而脱颖而出。1804年，拿破仑任命他为荣誉军团的大军官和帝国参议员，年收入为20,000法郎。
在第四次反法同盟中，多普尔在耶拿服役并攻占了吕贝克。1806年12月，他调到贝西埃的军团，1807年冬天，他再次在缪拉手下参加东普鲁士的战役。

### 埃劳之战
当战争1807年冬季恢复时，拿破仑希望在埃劳附近的霍夫摧毁俄军的后卫。拿破仑命令他的龙骑兵攻占一座桥；但法军骑兵的进攻失败了，伤亡惨重。多普尔和他的胸甲骑兵——骑着大马的大个子重骑兵——在桥上雷鸣般地冲过桥，驱散了俄罗斯的后卫部队。随着俄军步兵逃跑，多普尔的胸甲骑兵缴获了四门火炮和两门战旗。拿破仑对多普尔和他的胸甲骑兵非常满意，以至于第二天拿破仑在士兵面前拥抱了这个六英尺高的男人。多普尔非常高兴，他首先宣布，得到这样的赞美，他必须愿意为他的皇帝而死，其次，他对他的军队说：“我代表大家接受了皇帝的拥抱。我对大家的表现很满意。”
俄罗斯军队的追击仍在继续。1807年2月7日，夜幕降临时，法军抵达埃劳村外。尽管皇帝在几公里外安营扎寨，但帝国的辎重车有些混乱地进了村子。村里的俄罗斯巡逻队赶走了马车夫和他的手下，掠夺了拿破仑的私人物品；但赶来的法军卫队将俄罗斯人赶走。最终越来越多的人被派去参战，最后当俄国人撤退时，法国人占领了这个村庄。双方在争夺村庄和拿破仑睡衣的战斗中损失了4,000人。在黑夜到来后，双方准备第二天继续交战。
第二天早上，两支实力不等的军队在冰封的溪流和池塘开裂的冰冻原野上对峙，而这些原野又被积雪和漂流所覆盖。大雪和阴暗的天气意味着双方都没有意识到兵力和大炮的数量不对等。拿破仑派出苏尔特的军团开始了交战，成功地将俄罗斯右翼推后，几乎突破了俄罗斯军队的防线。为了跟进这一成功，他命令皮埃尔·奥热罗的部队攻击左中锋。当一场突如其来的暴风雪席卷战场时，奥热罗和第七军以及圣伊莱尔的师加入了战斗。在白茫茫的情况下，奥热罗的整个军团消失在一阵旋风中。当雪散去时，两军都发现第一批进入战场的单位已经偏离了路线。法军的行军路线本应将士兵直接带到俄罗斯侧翼；但由于天气问题，地面没有参照点，只能顺势而为，法军与俄军阵线平行，形成左右交汇的V字形阵型，直面俄军的70门火炮。俄军炮兵虽然震惊地发现一支法国军团直接向他们推进，但还是立即开火，奥热罗军团两侧的俄罗斯步兵也随之发起袭击。
结果是毁灭性的。五千名法国士兵在几分钟内倒下，法军处于灾难的边缘。此时的法军不仅面对来自俄军的炮火，而且法军自己的大炮也对他们进行了猛烈攻击。奥热罗的军团在熊熊的火力、俄国人的刺刀和骑兵的猛攻下被击垮了；当他们撤退到自己的阵线时，拿破仑本人几乎在埃劳的墓地被俘，他的护卫队在最后一刻将俄罗斯士兵驱散。

#### 最后的冲锋

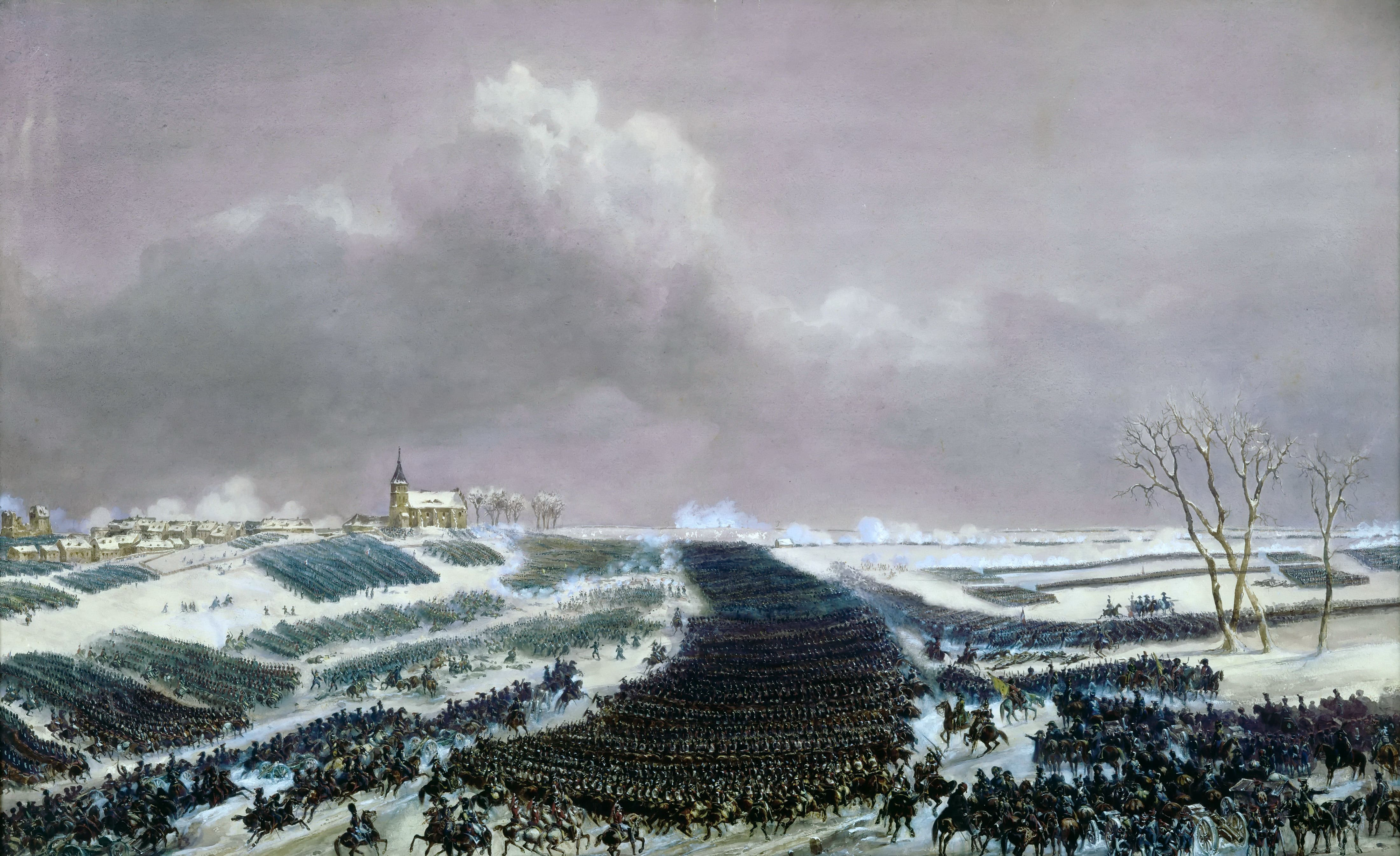
在埃劳战役中，缪拉的骑兵向俄军的步兵发起冲锋

为了填补奥热罗被歼灭的军团留下的缺口，拿破仑命令缪拉的骑兵预备队，由10,700名骑兵组成的80个中队在上午10:30进入战斗。骑兵必须冲过2,300米积雪覆盖、障碍重重的地面，糟糕的路况严重影响了骑兵的效率。缪拉的预备队分两列冲入俄罗斯方阵：格鲁希的骑兵、多普尔的胸甲骑兵和路易斯·莱皮克将军的掷弹兵—总共24个中队负责袭击俄军的侧翼。这时莱皮克将军说了一句经典的话，“抬头，老天爷！那些是子弹，不是粪便！”法军的骑兵突破了俄军的步兵阵线，并转身再次冲锋。在第二次冲锋中，法军摧毁了俄军步兵第二次组成的方阵；在这一点上，格鲁希的手下被迫后退，但多普尔的胸甲骑兵继续向前猛冲，一路冲到俄军预备队的防区。
此时，法军的马已经精疲力竭，但多普尔的胸甲骑兵选择冲向俄军步兵的第三道防线，并将其摧毁。集结在该区的俄罗斯哥萨克骑兵进入混战，但他们的马匹敌不过法军的坐骑。俄国步兵已经开始重组他们的方阵。在这次冲锋中，多普尔被炮弹击中并受了重伤。他的几个手下设法将他抬到或拖回法军的防线。
拿破仑的贴身男仆回忆道：
. . .我似乎仍然听到勇敢的多普尔在他疾驰而去向敌人冲锋时对陛下说：“陛下，我要让你看看我们骑兵；我们会冲进敌人的方阵，就好像俄军的防线是黄油做的！”一个小时后，他死了。他的一个团在俄罗斯军队的间隙战斗时被哥萨克人击溃；只有十八个人逃脱。多普尔将军三次被迫与他的师一起后退，然后三次召集他们冲锋。第三次，他再次冲向敌人，大声喊道：“胸甲骑兵，向前，以上帝的名义！前进，我勇敢的胸甲骑兵！”但是俄军的子弹已经杀死了很多士兵，所以很少有人能跟上他们的领袖，多普尔将军身上满是伤痕，倒在了一个俄罗斯步兵方阵的中央，他几乎独自一人冲进了这个方阵。

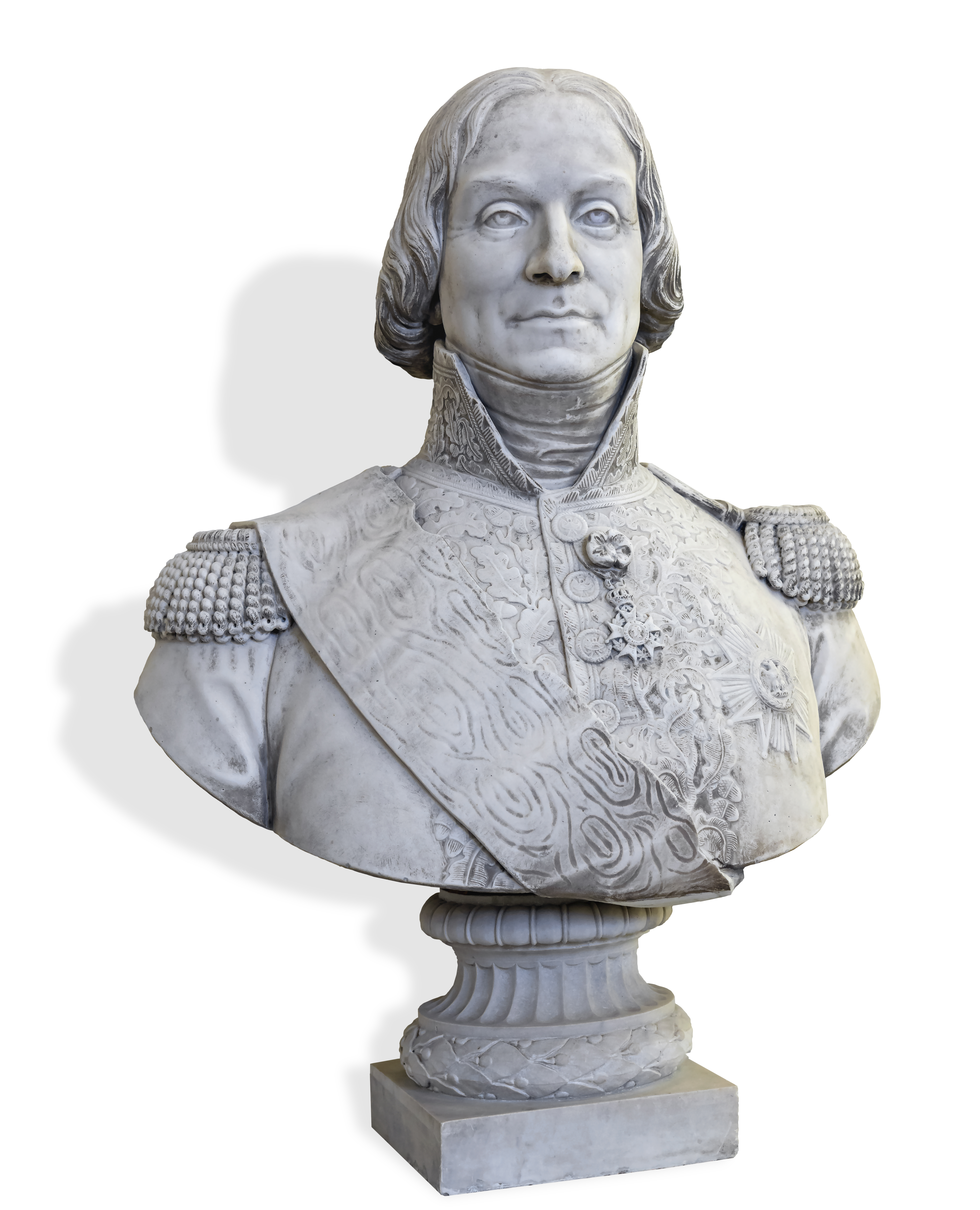
多普尔将军的半身像

拿破仑命令最好的外科医生为多普尔治疗，但他们在最佳治疗方法上意见不一。多普尔不顾军医的建议，拒绝截肢，不久就伤重而死。
关于他的实际死亡日期的记录存在一些分歧：埃劳教区的原始死亡记录表明他于1807年2月1日因伤而死，但那是在战斗之前，牧师可能只是随便填了一个数字，或者更有可能的是，该记录被错误地转录了。其他记录表明他在战斗后的第二天（2月8日）、2月11日或2月14日去世。1840年，他的遗体从最初位于普鲁士的墓地带到法国，安葬在巴黎拉学兹神父公墓的家族墓穴中。多普尔的心臟被保存在荣军院的一个拱顶中，他的名字刻在凯旋门的第16列。

### 引注
1. ↑  This regiment was created in 1676 as the Languedoc-Dragons, becoming the Chasseurs du Languedoc in 1788, and the 6e Régiment de Chasseurs in 1791. Terry J. Senior. The Top Twenty French Cavalry Commanders: #4 General Jean-Joseph Ange d'Hautpoul. Napoleon Series （页面存档备份，存于）. Robert Burnham, editor in chief. 2002. Accessed [2010-01-30].
2. ↑  （法語） Charles Mullie, Biographie des célébrités militaires des armées de terre et de mer de 1789 à 1850. Jean Joseph Hautpoul （页面存档备份，存于）. Poignavant et Compagnie, 1851.
3. ↑  Jean Joseph d'Hautpoul 的存檔，存档日期2012-03-03.. In: 7th Cuirassiers 的存檔，存档日期3 March 2012.. Accessed [2010-01-31].
4. ↑  P. Caron. "Review of: Mémoires du géneral marquis Alphonse d'Hautpoul, pair de France (1789-1865) by Alphonse d'Hautpoul. Revue d'histoire moderne et contemporaine (1899-1914), Vol. 7, No. 7 (1905/1906), pp. 560–561, cited p. 560.
5. ↑  Robert B. Bruce, Iain Dickie, Kevin Kiley. Fighting techniques of the Age of Napoleon. New York: Thomas Dunne Books, St. Martin's Press, 2008, p. 79; Philip J. Haythornthwaite. Napoleon's commanders. London: Osprey Military, 2001–2002, p. 27.
6. ↑  John Robert Elting. Swords around the Throne: Napoleon's Grande Armée. New York: Da Capo Press, 1997, ISBN 0-02-909501-8, p. 38.
7. ↑  Bruce 2008，第79頁
8. 1 2  Haythornthwaite 2001，第27頁
9. 1 2  Haythornthwaite 2001，第28頁
10. ↑  Tony Broughton, French Chasseur-à-Cheval Regiments and the Colonels Who Led Them 1791–1815: 6e Regiment de Chasseurs-à-Cheval. Napoleon Series （页面存档备份，存于）. Robert Burnham, editor in chief. 2002. Accessed 30 January 2010.
11. 1 2 3  Bruce, p. 77.
12. ↑  Digby Smith. Charge: Great Cavalry Charges of the Napoleonic Wars. London: Greenhill, 2007, p. 66.
13. 1 2  Smith, p. 70.
14. 1 2 3  Smith, p. 71.
15. ↑  Bruce, pp. 86–88; Terry J. Senior. The Top Twenty French Cavalry Commanders: #16 General Louis Lepic. Napoleon Series （页面存档备份，存于）. Robert Burnham, editor in chief. 2002. Accessed 30 January 2010.
16. ↑  Bruce, pp. 77–78.
17. 1 2  （法語） Jean Joseph d'Hautpoul 的存檔，存档日期3 March 2012.. In: 7th Cuirassiers 的存檔，存档日期3 March 2012..
18. ↑  Louis Constant Wairy. Memoirs of Constant, Vol. II. Chapter XIV. New York, Century Co., 1895. Etext, unnumbered pages.
19. ↑  Terry J. Senior. The Top Twenty French Cavalry Commanders: #4 General Jean-Joseph Ange d'Hautpoul. Napoleon Series （页面存档备份，存于）. Robert Burnham (editor in chief). 2002.
20. ↑  （德語） Ernst Wilhelm Gegner (Pfarrar). Sterbregister 1807 的存檔，存档日期13 January 2010.. Preus. Eylau. Full text: Den 1.（原文如此） Februar 1807 starb in dem Hofe Worienen an seinen Wunden, welche er in der Schlacht b. Pr. Eylau empfangen hatte, der französische General Hautpoult, und wurde in dem Worienschen Hofgarten begraben.
21. ↑  List of the 660 names inscribed at the Arc de Triomphe in Paris